# Liste der Gouverneure von Zypern
Die Liste der Gouverneure von Zypern nennt die Statthalter auf Zypern.

## Römer
- um 50 n. Chr. Sergius Paulus
- 330–333 Kalokairos (lat. Calocaerus), 333 Rebellion gegen Kaiser Konstantin I.

## Byzanz
- um 912 Leon Symbatikios
- 1040–1042/3 Theophilos Erotikos, er rebellierte gegen Konstantin IX., wurde gefangen und nach Konstantinopel gebracht.
- um 1065 Nikephoros Botaneites
- ?–? Michael
- ?–1092/3 Rapsomates
- 1093 Manuel Botumides
- 1092–ca. 1102 Eumathios Philokales
- 1102–1108/9 Konstantinos Euphorbenos Katakalon
- um 1110 Konstantinos Kamytzes
- ca. 1110–vor 1118 Eumathios Philokales (erneut)
- zw. 1107–11 oder nach 18 Leon Nikerites
- um 1136 Konstantinos
- ca. 1153–1155/6 Johannes Komnenos, Vetter des Kaisers Manuel I.
- zw. 1156 u. ca. 1176 Alexios Kassianos
- um 1161 Alexios Dukas Bryennios
- ?–? Andronikos Synadenos
- ?–? Michael
- ?–? Elpidios Brachamios
- 1166–? Andronikos Komnenos, Vetter von Manuel I.
- 1184–1191 Isaakios Komnenos, ab 1185 als Kaiser

## Kreuzritter
- 1191 Richard de Camville als Statthalter von Richard Löwenherz
- 1191–1192 Armand Bouchart als Statthalter der Templer

## Venezianer
- 1489–1491 Francesco Barbarigo
- 1491–1493 Girolamo Pesaro
- 1493–1495 Giovanni Donato
- 1495–1497 Andrea Barbarigo
- 1497–1499 Cosimo Pasqualigo
- 1499–1501 Andrea Venier
- 1501–1503 Nicola Priuli
- 1503–1505 Pietro Balbi
- 1505–1507 Cristoforo Moro
- 1507–1509 Lorenzo Giustiniani
- 1509–1511 Nicola Pesaro
- 1511–1514 Paolo Gradenigo
- 1514–1516 Donato Marcello
- 1516–1518 Fantino Michiel
- 1518–1519 Alvise d’Armer
- 1519–1522 Sebastiano Moro
- 1522–1523 Jacopo Badoer
- 1523–1525 Domenico Capello
- 1525–1527 Donato di Lezze
- 1527–1529 Silvestro Minio
- 1529–1531 Francesco Bragadin
- 1531–1533 Marcantonio Trevisan
- 1533–1535 Stefano Tiepolo
- 1535–1536 Giovanni Moro
- 1536–1539 Domenico da Mosto
- 1539–1541 Francesco Badoer
- 1541–1543 Cristoforo Capello
- 1543–1545 Luigi Riva
- 1545–1547 Carlo Capello
- 1547–1548 Vittorio Barbarigo
- 1548–1550 Salvatore Michiel
- 1550–1551 Alessandro Contarini
- 1551–1553 Francesco Capello
- 1553–1555 Marco Grimani
- 1555–1557 Gianbattista Donato
- 1557–1559 Giovanni Renier
- 1559–1561 Giovanni Barbaro
- 1561–1563 Pietro Navagero
- 1563–1565 David Trevisan
- 1565–1566 Pandolfo Guoro
- 1566–1567 Nicola Querini
- 1567–1569 Nicola Dandolo
- 1569–1570 Sebastiano Venier

Militärbefehlshaber:
- 1480–1483 Giovanni Diedo
- 1483–1485 Francesco Cicogna
- 1485–1488 Daniele Bembo
- 1488–1489 Matteo Barbaro
- 1489–1491 Baltassare Trevisan
- 1491–1493 Nicolo Foscarini
- 1493–1495 Cosimo Pasqualigo
- 1495–1497 Nicolo Priuli
- 1497–1499 Bartolomeo Minio
- 1499–1501 Troilo Malipiero
- 1501 Girolamo Bon
- 1501–1503 Lorenzo Contarini
- 1503–1505 Paolo Antonio Marin
- 1505–1507 Domenico Benetti
- 1507–1509 Benetto Sanudo
- 1509–1511 Pietro Lion
- 1511–1514 Luigi Contarini
- 1514–1516 Giovanni Centani
- 1516–1518 Vincenzo Cappello
- 1518–1520 Bartolomeo da Mosto
- 1520–1522 Zaccaria Loredan
- 1522–1525 Nicolo Dolfin
- 1525–1526 Andrea Donato da Leze
- 1526–1527 Marcantonio Canale
- 1527–1530 Anzolo Trevisan
- 1530–1532 Antonio Soriano
- 1532–1534 Tommaso Contarini
- 1534–1535 Domenico Contarini
- 1535–1537 Lunardo Venier
- 1537–1538 Maffio Pisani
- 1538 Giovanni Gritti
- 1538–1540 Giovanni Contarini
- 1540–1542 Nicolo Giustiniani
- 1542–1544 Giovanni Contarini
- 1544–1546 Andrea Dandolo
- 1546–1548 Gian Matteo Bembo
- 1548–1550 Francesco Grimani
- 1550–1552 Marco Loredano
- 1552–1554 Giovanni Renier
- 1554–1556 Cornelio Barbaro
- 1556–1558 Pietro Navagero
- 1558–1560 Domenico Trevisan
- 1560–1562 Pandolfo Guoro
- 1562–1564 Nicolo Gabriel
- 1564–1566 Lorenzo Bembo
- 1566–1569 Marco Michiel
- 1569–15. August 1571 Marcantonio Bragadin

## Osmanisches Reich
- 1647 (Beylerbey) Hasan Paşa
- 1782 Haci Baki
- 1845 Osman Paşa
- 1862–1863 Mutasarrif Zija Paşa (6 Monate)
- 1868–1871 Mehmed Said Paşa (Nur gleichnamig mit dem späteren Großwesir)

## Britisch-Zypern

Flagge des Hochkommissars,
1881 bis 1905

Flagge des Hochkommissars,
1905 bis 1925;
Flagge des Gouverneurs,
1925 bis 1960

### Hochkommissare
- 1878–1879 Garnet Wolseley, 1. Viscount Wolseley (* 1833; † 1913)
- 1879–1886 Robert Biddulph (* 1835; † 1918)
- 1886–1892 Henry Ernest Gascoyne Bulwer (* 1836; † 1914)
- 1892–1898 Walter Joseph Sendall (* 1832; † 1904)
- 1898–1904 William F. H. Smith (* 1839; † 1928)
- 1904–1911 Charles King-Harman (* 1851; † 1939)
- 1911–1915 Hamilton Goold-Adams (* 1858; † 1920)
- 1915–1918 John Eugene Clauson (* 1866; † 1918)
- 1918–10. März 1925 Malcolm Stevenson (* 1878; † 1927)

### Gouverneure
- 10. März 1925–1926 Malcolm Stevenson (* 1878; † 1927)
- 1926–1932 Ronald Storrs (* 1881; † 1955)
- 1932–1933 Reginald Edward Stubbs (* 1876; † 1947)
- 1933 (kommissarisch) Herbert Henniker Heaton (* 1880; † 1961)
- 1933–1939 Herbert Richmond Palmer (* 1877; † 1958)
- 1939–1941 William Denis Battershill (* 1896; † 1959)
- 1941–1946 Charles Campbell Woolley (* 1893; † 1981)
- 1946–1949 Reginald Thomas Herbert Fletcher (* 1885; † 1961)
- 1949–1953 Andrew Barkworth Wright (* 1895; † 1971)
- 1954–1955 Robert Perceval Armitage (* 1906; † 1990)
- 1955–1957 Allan Francis John Harding (* 1896; † 1989)
- 1957–1960 Hugh Mackintosh Foot (* 1907; † 1990)